# Jan Scheurman
Jan Scheurman is een voormalig Nederlands honkballer.
Scheurman kwam jarenlang uit in de hoofdklasse voor de HC Haarlem, later HCC en Sparks uit Haarlem in de jaren vijftig en zestig. Tevens speelde hij in het Nederlands honkbalteam waarmee hij in 1962 de Europese titel behaalde.